# پل کشکان
پُل کَشکان پلی است باستانی که تاریخ ساخت آن به دوره حکومت آل حسنویه بازمی‌گردد. زمان ساخت این پل به قرن چهارم هجری قمری بر می‌گردد. ساخت پل کشکان بر اساس کتیبه موجود، در زمان بدر بن حسنویه و به سال ۳۸۹ ه‍.ق آغاز و ۱۰ سال به طول انجامیده‌است. این پل پس از بارش‌های شدید هفته‌ی اول فروردین ۱۳۹۸، آسیب جدی دید.

## ساختمان پل
پل کشکان در شهرستان چگنی و بر روی رودخانه‌ای با همین نام یعنی رود کشکان ساخته شده‌است. کاربرد این پل اتصال راه باستانی شهر شاپورخواست به مناطق غرب استان لرستان و سپس کرمانشاه بوده‌است در متون تاریخی به این پل اشاره شده و از آن با نام کژکی یاد شده‌است. طول پل حدود ۱۹۸۴ متر و عرض هر یک از دو چشمه شرقی پل ۸۴۰/۲۳ متر است. پل دارای ۱۲ طاق پل بوده که متأسفانه سه دهنه از این طاق پل‌ها تخریب شده و مابقی طاق پل‌ها همچنان پابرجا هستند. ارتفاع پل در بالاترین نقطه به ۲۶ متر و در کوتاه‌ترین قسمت آن ۱۰ متر است در خصوص پایه‌های این پل باید به این نکته اشاره کرد که پایه‌های پل با سنگ‌های بزرگ و تراش‌خورده ساخته شده‌است. مواد و مصالح بنای پل از سنگ، گچ و آجر تشکیل شده‌است. در کنار این پل بقایای سه پل دیگر از دوره‌های گذشته به جای مانده‌است که مشخصات پل‌های ساسانی را دارند و احتمالاً متعلق به همان دوره هستند. پل کشکان به شماره ۳۵۵ در فهرست آثار ملی ایران ثبت شده‌است.
در سال ۱۳۹۷ خورشیدی در عملیات مرمت این پل بیش از یک‌صد سنگ بزرگ پاک‌تراش در ابعاد مختلف و با الگوی سنگ‌های بکار رفته در احداث بنای اولیه پل، در آب‌شکن و پایه کوله شرقی به‌کار برده شد. با این حال، قسمتی از پایه های این پل در سیل بزرگ فروردین ۱۳۹۸ تخریب شد.

## نگارخانه

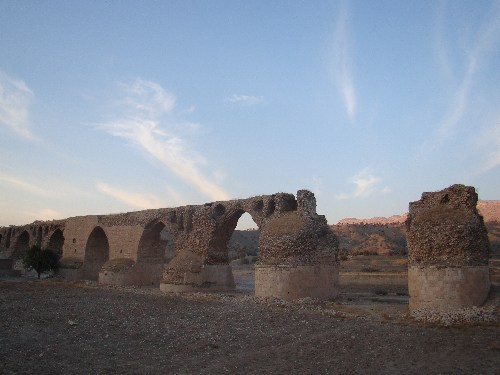
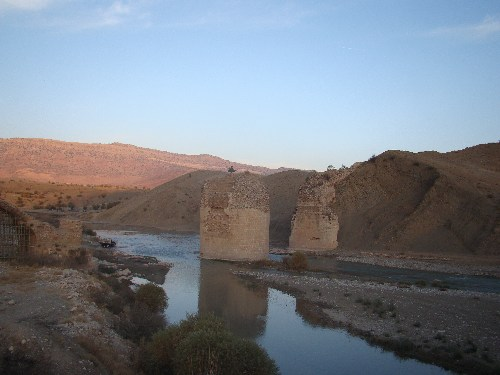
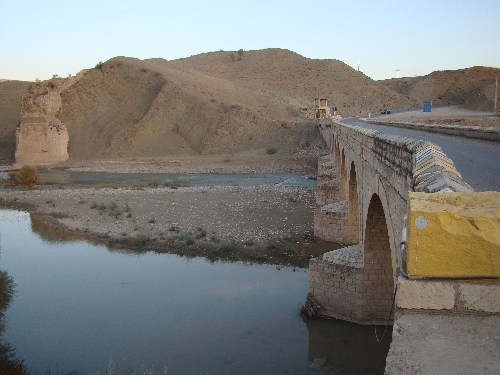